# Richarlison
Richarlison de Andrade (n. 10 mai 1997, Nova Venécia, Espírito Santo, Brazilia), cunoscut ca Richarlison, este un fotbalist brazilian care evoluează la clubul englez Tottenham Hotspur și la echipa națională de fotbal a Braziliei pe postul de atacant.

## Palmares
Fluminense
- Primeira Liga: 2016
- Taça Guanabara: 2017

Tottenham Hotspur
- UEFA Europa League: 2024–25

Brazilia
- Copa América: 2019[2]
- Jocurile Olimpice: 2020